# Gebelein-Papyri

Fragment eines Verwaltungspapyrus aus einer Gebelein-Bestattung, gefunden in einer holzkiste. Museo Egizio, Turin (S. 17507-05; Gebelein XI)

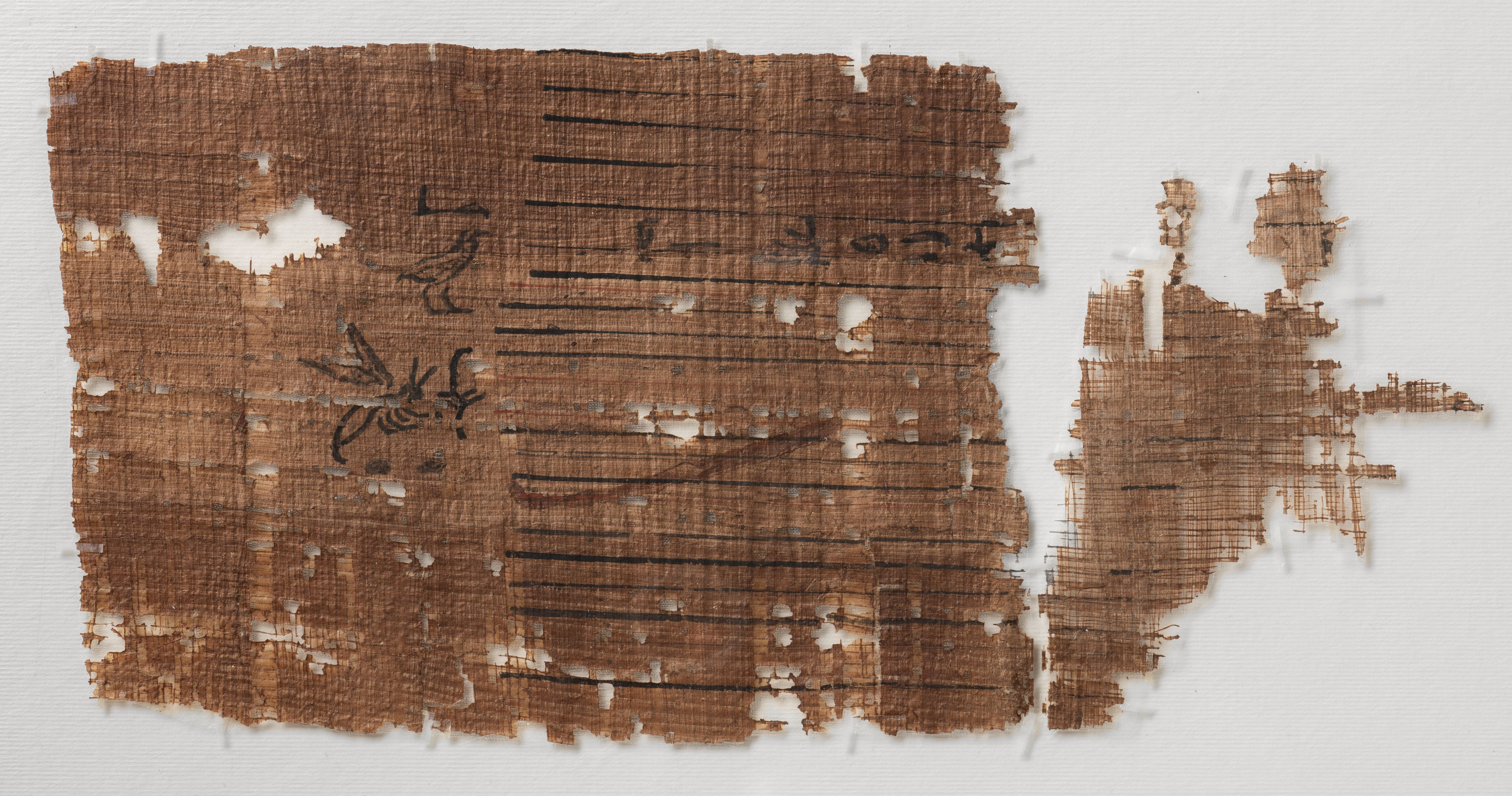
Fragment eines Verwaltungspapyrus aus einer Gebelein-Bestattung, gefunden in einer Holzkiste mit anderen manuskripten. Museo Egizio, Turin (S. 17507-04; Gebelein X)

Bei den Gebelein-Papyri handelt es sich um eine Gruppe von Papyri, die 1935 bei Grabungen von Giulio Farina in Gebelein in Oberägypten gefunden wurden. Sie werden in das Alte Reich datiert und befinden sich heute zum großen Teil im Museo Egizio in Turin, ein weiteres im Ägyptischen Museum in Kairo (JE 66844). Insgesamt handelt es sich um mindestens 11 Papyri und um verschiedene Papyrusfragmente, die in einer Holztruhe zu Tage kamen. 
Bei einem der Papyri handelt es sich um eine Arbeiterliste für den Bau eines Tempels. Darüber hinaus enthalten die Papyri Anmerkungen zu verteilten Lebensmittelrationen und es gibt eine Brot- und eine Stoffliste. Auch Verkaufsquittungen lassen sich auf ihnen finden. Die Papyri wurden 2004 zum großen Teil publiziert, jedoch ohne eine Übersetzung beizufügen. 